# Luria pulchra
Luria pulchra là một loài ốc biển, là động vật thân mềm chân bụng sống ở biển trong họ Cypraeidae, họ ốc sứ.

## Phụ loài
Các phân loài sau được công nhận:
- Luria pulchra akabensis [2]
- Luria pulchra pulchra (Gray, J.E., 1824) [3] (đồng nghĩa: Cypraea pulchella Gray, J.E., 1824; Cypraea viridacea Sulliotti, G.R., 1924)
- Luria pulchra sinaiensis Heiman & Mienis, 2000 [4]

## Phân bố
Chúng phân bố ở Biển Đỏ, Vịnh Aqaba, Vịnh Oman, Vịnh Ba Tư và dọc theo Eritrea.

## Hình ảnh

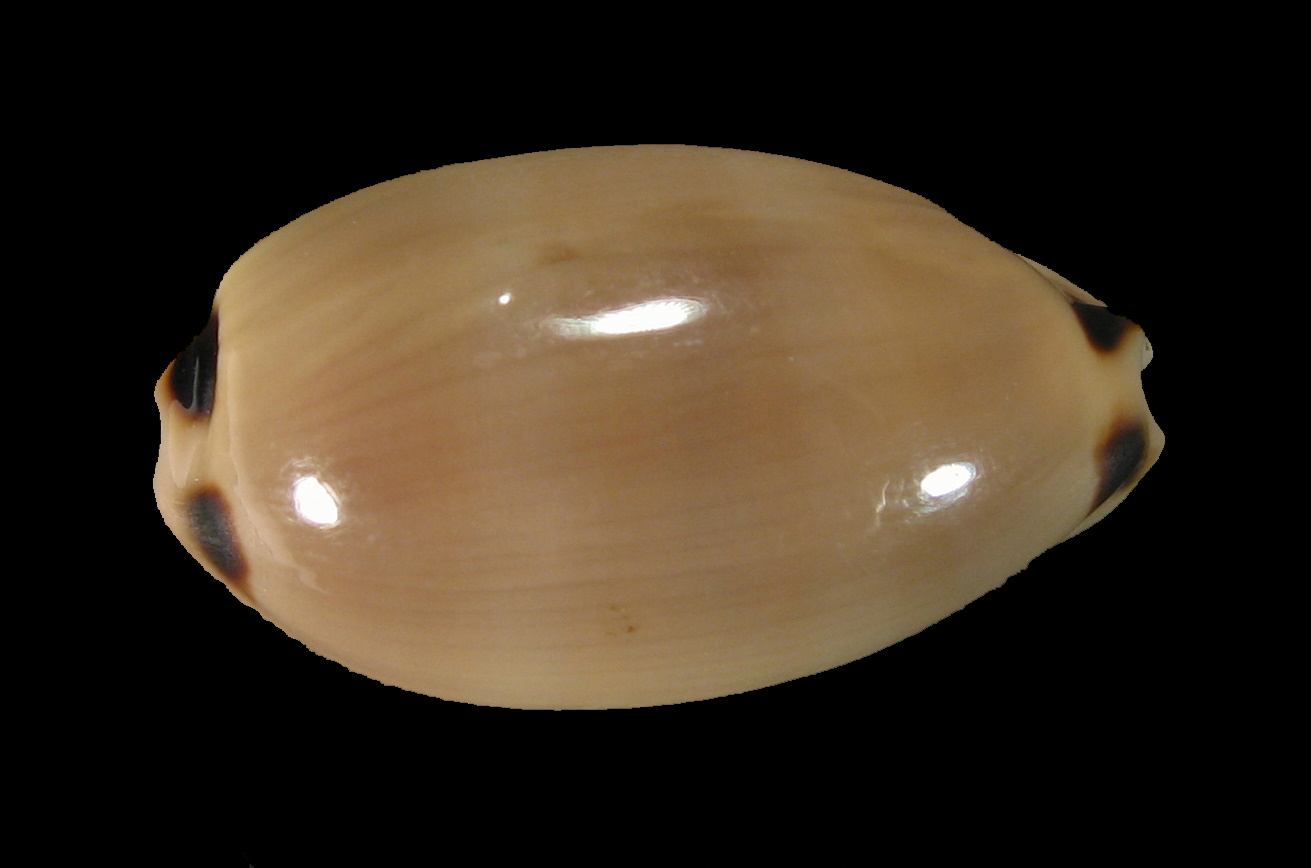
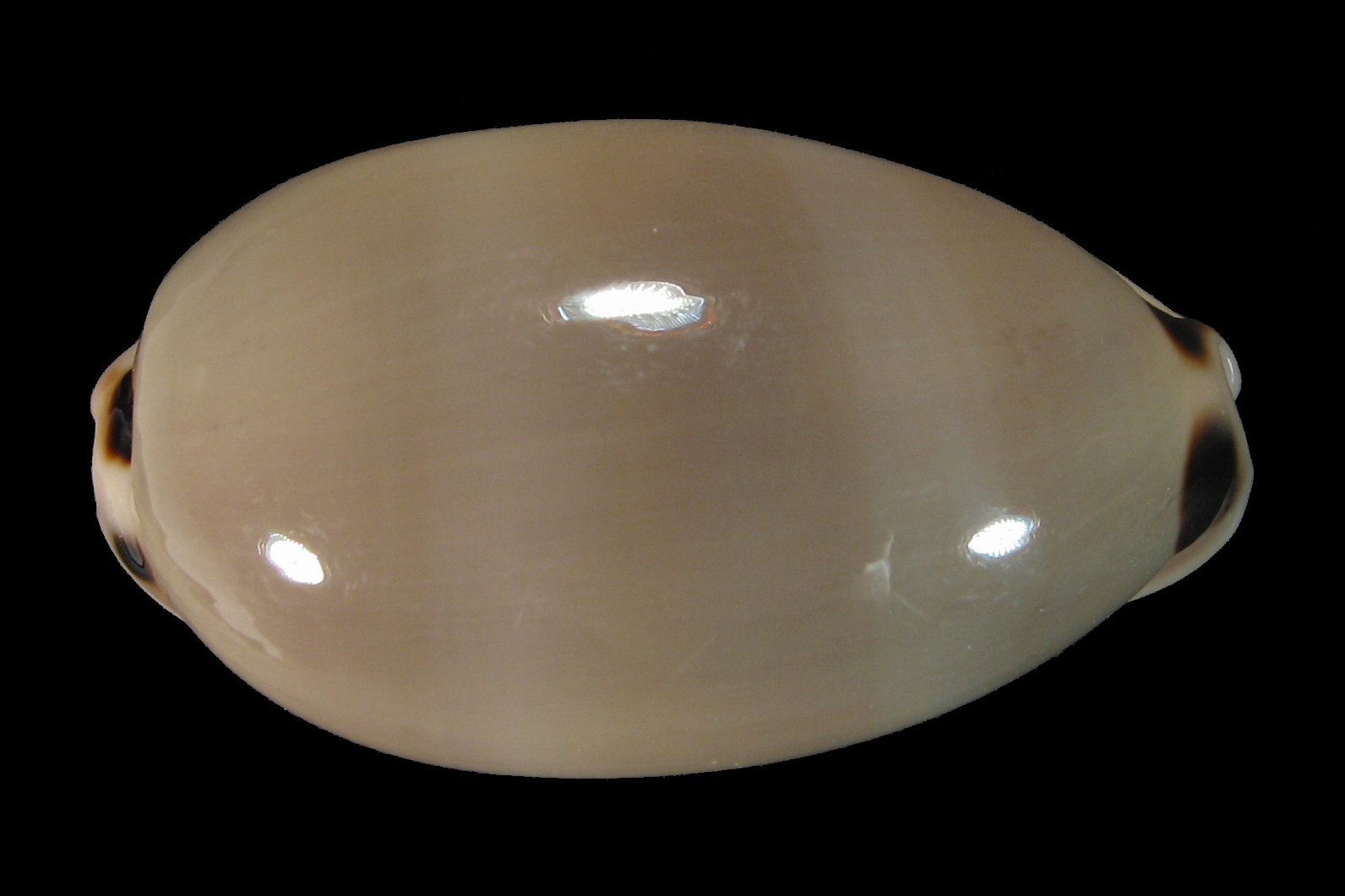